# Eglantyne Jebb

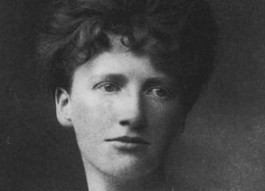
Eglantyne Jebb (1920)

Eglantyne Doey Jebb (* 25. August 1876 in Ellesmere; † 17. Dezember 1928 in Genf) war eine britische Aktivistin für die Kinderrechte. Sie ist die Gründerin der Organisation Save the Children und Wegbereiterin der UN-Kinderrechtskonvention.

## Leben
Eglantyne Jebb wuchs als Tochter einer wohlhabenden Familie in Ellesmere, einer Kleinstadt in  Shropshire, auf. Von 1895 bis 1898 studierte sie am College Lady Margaret Hall der Universität Oxford Englische Literatur. 1898 begann sie in Marlborough als Grundschullehrerin zu arbeiten. Aufgrund von gesundheitlichen Problemen musste sie diese Tätigkeit allerdings zwei Jahre später aufgeben. 1903 begann sie für die Charity Organisation Society in Cambridge zu arbeiten, für die sie Recherchen zu sozialen Problemen betrieb. Sie veröffentlichte eine Studie, in der sie die Aufmerksamkeit auf Kinderarmut lenkte.
1913 schloss sie sich der Arbeit ihrer Schwester Dorothy Buxton und deren Ehemannes Charles Buxton für den Macedonian Relief Fund an, der sich für Flüchtlinge der Balkankriege einsetzte. Der Ausbruch des Ersten Weltkrieges und ihr schlechter Gesundheitszustand ließen Eglantyne Jebb nach England zurückkehren, wo sie mit Dorothy Buxton die Zeitschrift Cambridge Magazine herausgab, die sich um eine ausgewogene Berichterstattung über den Krieg und dessen soziale Folgen bemühte.

### Save the Children
Unmittelbar nach Kriegsende reiste Eglantyne Jebb nach Deutschland und Österreich-Ungarn und ein weiteres Mal auf den Balkan, um dort Hilfsprogramme für die unter den Kriegsfolgen leidenden Kinder aufzubauen. Mit ihrer Schwester Dorothy gründete sie 1919 den Fight the Famine Council, der bald darauf in Save the Children Fund umbenannt wurde und auch Hilfsprojekte in Russland, Armenien, Bulgarien, Rumänien und Griechenland in sein Programm aufnahm. Ungewöhnlich war daran nicht nur der internationale Anspruch, sondern vor allem der Einsatz für Länder, die zu den Gegnern eines gerade erst beendeten Krieges gehört hatten. Daher wurde Jebb Opfer vieler Feindseligkeiten, konnte aber trotzdem durch umfangreiche Öffentlichkeitsarbeit die Unterstützung vieler Prominenter gewinnen und die nötigen finanziellen Mittel zusammentragen.

### Genfer Erklärung der Kinderrechte
In den 1920er Jahren begann Jebb, beim Völkerbund für die Verabschiedung einer internationalen Konvention über die Rechte von Kindern zu werben. 1924 wurde die erste Erklärung der Kinderrechte verabschiedet, die unter dem Namen Déclaration de Genève bzw. Geneva Declaration bekannt wurde. Dies war die erste offizielle Formulierung der spezifischen Rechte von Kindern. 1934 wurde die Gültigkeit der Erklärung ein weiteres Mal durch den Völkerbund bestätigt. Nach dem Zweiten Weltkrieg wurde sie zu der „Deklaration über die Rechte des Kindes“ erweitert, die 1954 von der Generalversammlung der Vereinten Nationen verabschiedet wurde und die ihrerseits die Grundlage für die seit 1989 gültige Kinderrechtskonvention der Vereinten Nationen war.

Eglantyne Jebb verbrachte ihre letzten Lebensjahre in Genf und starb nur vier Jahre nach der Unterzeichnung der Erklärung im Alter von 52 Jahren an den Folgen einer Operation. Sie wurde auf dem Friedhof Saint Georges begraben. Ihre Grabplatte trägt eine englischsprachige Inschrift mit einem Zitat aus dem Evangelium nach Matthäus, Kapitel 25, Vers 40:
"Verily I say unto you, Inasmuch as ye have done it unto one of the least of these my brethren, ye have done it unto me." 

("Wahrlich, ich sage euch: Was ihr gethan habt einem unter diesen meinen geringsten Brüdern, das habt ihr mir gethan.")
Am 7. Februar 2024 ließ die Stadt Genf Jebbs sterbliche Überreste in ein Grab auf dem Cimetière des Rois umbetten, begleitet von einer feierlichen Zeremonie, um sie für ihr Engagement zugunsten der Kinderrechte zu ehren. Der Friedhof gilt als Genfs Panthéon, auf dem Bestattungen solchen Persönlichkeiten vorbehalten sind, die sich besonders verdient um Stadt und Allgemeinheit gemacht haben.

## Veröffentlichungen
- Cambridge. A Brief Study in Social Questions. Cambridge,  Macmillan & Bowes 1906.
- The Real Enemy. Weardale Press 1928.
- Save The Child. Weardale Press, 1929 (posthum herausgegeben von Dorothy Buxton).